# Pedro Estorninho
Pedro Estorninho (Lisboa, Março de 1974) é um actor, encenador e dramaturgo português.
Trabalhou em companhias como A Barraca, Companhia de Teatro de Sintra, Teatro da Trindade, Panmixia, entre outras. 
Em paralelo tem dedicado parte da sua vida à literatura. Foi conselheiro de cultura em Paris, na casa de Portugal, neste momento é encenador e director artístico da companhia TEatroensaio no Porto. Como dramaturgo escreveu para várias companhias portuguesas e estrangeiras, foi premiado em 1997 com o prémio de melhor texto original com a peça Da Juventude Pouco se Sabe.

## Trabalhos
- Texto e encenação da peça Madrugada (Teatro Helena Sá e Costa)[1]
- O Teatro, A Carta e a Verdade Adaptação dramatúrgica e encenação (TEatroensaio)[2]
- Damião (filme/media-metragem) - realização de Eduardo Morais duma ideia de Pedro Estorninho[3]